# Gouverneur du Victoria
Le gouverneur du Victoria est le représentant dans l'État du Victoria de Charles III, roi d'Australie.

## Fonctions
Le gouverneur dispose des mêmes fonctions constitutionnelles et cérémonielles au niveau de l'État que le gouverneur général d'Australie en a au niveau fédéral. 
Selon les conventions du système de Westminster, le gouverneur agit seulement selon les avis du chef du gouvernement, le Premier ministre du Victoria. Néanmoins, le gouverneur dispose des pouvoirs de réserves de la Couronne et a le droit de démettre le Premier ministre.

## Liste des gouverneurs du Victoria
Avant la séparation de la colonie de Victoria de la Nouvelle-Galles du Sud, la région de Melbourne était constituée en district de Port Phillip, dont Charles La Trobe est nommé surintendant en 1839.
Jusqu'à ce que le Victoria ait son propre gouvernement, le gouverneur général de Nouvelle-Galles du Sud nommait un gouverneur adjoint pour le Victoria.

### Gouverneurs adjoints
| 1851-1854 | Charles La Trobe             |
| 1854-1855 | Capitaine Sir Charles Hotham |

### Gouverneurs
| 1  | 1855        | Capitaine Sir Charles Hotham                            |
| 2  | 1856-1863   | Sir Henry Barkly                                        |
| 3  | 1863-1866   | Sir Charles Darling                                     |
| 4  | 1866-1873   | Sir John Manners-Sutton                                 |
| 5  | 1873-1879   | Sir George Bowen                                        |
| 6  | 1879-1884   | George Phipps, marquis de Normanby                      |
| 7  | 1884-1889   | Sir Henry Loch                                          |
| 8  | 1889-1895   | John Hope, 7e comte d'Hopetoun                          |
| 9  | 1895-1900   | Thomas Brassey, 1er baron Brassey                       |
| 10 | 1901-1903   | Sir George Clarke                                       |
| 11 | 1904-1908   | Général de division Sir Reginald Talbot                 |
| 12 | 1908-1911   | Sir Thomas Gibson-Carmichael                            |
| 13 | 1911-1914   | Sir John Fuller                                         |
| 14 | 1914-1920   | Sir Arthur Stanley                                      |
| 15 | 1921-1926   | Colonel George Rous, 3e comte de Stradbroke             |
| 16 | 1926-1931   | Lieutenant-colonel Arthur Somers Cocks, 6e baron Somers |
| 17 | 1934-1939   | Capitaine William Vannecke, 5e baron Huntingfield       |
| 18 | 1939-1949   | Général de division Sir Winston Dugan                   |
| 19 | 1949-1963   | Général d'armée Sir Dallas Brooks                       |
| 20 | 1963-1974   | Général de division Sir Rohan Delacombe                 |
| 21 | 1974-1982   | Sir Henry Winneke                                       |
| 22 | 1982-1985   | Contre-amiral Sir Brian Murray                          |
| 23 | 1986-1992   | Davis McCaughey                                         |
| 24 | 1992-1997   | Richard McGarvie                                        |
| 25 | 1997-2000   | Sir James Gobbo                                         |
| 26 | 2001-2006   | John Landy                                              |
| 27 | 2006-2011   | Professeur David de Kretser                             |
| 28 | 2011-2015   | Alex Chernov                                            |
| 29 | Depuis 2015 | Linda Dessau                                            |